# Viva l'Italia
Pour plus de détails, voir Fiche technique et Distribution.
Viva l'Italia, parfois traduit en français Vive l'Italie, est un film historique franco-italien réalisé par Roberto Rossellini et sorti en 1961.
Né d'une coproduction mixte franco-italienne, il a été réalisé en deux versions pour les deux pays, caractérisées par des différences considérables de montage et de durée.

## Synopsis
En 1860, Giuseppe Garibaldi dirige l'expédition des Mille pour libérer le Mezzogiorno du pouvoir des Bourbons. Après la victoire, et la prise de Naples, l'unification de l'Italie devient possible. Mais le Premier ministre Cavour veut empêcher la création d'une république et bloque Garibaldi, qui se retire dans l'île de Caprera, son ultime demeure.

## Fiche technique
- Titre français : Viva l'Italia ou Vive l'Italie ou Garibaldi ou La Légende du héros blond[1]
- Titre original : Viva l'Italia
- Réalisation : Roberto Rossellini, assisté de Renzo Rossellini
- Scénario : Sergio Amidei, Antonio Petrucci, Carlo Alianello, Luigi Chiarini, Diego Fabbri, Antonello Trombadori, Roberto Rossellini
- Musique : Renzo Rossellini
- Photographie : Luciano Trasatti (it)
- Montage :  Roberto Cinquini (it)
- Décors : Giuseppe Mariani
- Costumes : Marcella De Marchis
- Production :  Oscar Brazzi
- Société de production : Cineriz, Tempo Film, Galatea Film, Zebra Film, Francinex
- Pays de production :  Italie, avec une coproduction minoritaire française
- Langue originale : italien
- Format : Couleurs - 1,66:1 - Mono - 35 mm
- Genre : Film historique
- Durée : 106 min (version abrégée) ; 138 min (version originale)
- Date de sortie : 
  - Italie : 27 janvier 1961[2]
  - France : 2 mai 1969[1]
- Affiche : Macario Gómez Quibus (Espagne)

## Distribution
- Renzo Ricci : Giuseppe Garibaldi
- Paolo Stoppa : Nino Bixio
- Franco Interlenghi : Giuseppe Bandi
- Giovanna Ralli : Rosa
- Raimondo Croce : le roi François II
- Tina Louise : la journaliste française
- Leone Botta : Menotti Garibaldi
- Giovanni Petrucci : Fabrizio Plutino
- Attilio Dottesio : Francesco Crispi
- Philippe Arthuys : Alexandre Dumas
- Pietro Braccialini : Giuseppe Mazzini
- Vittorio Bottone : le roi Victor-Emmanuel II

## Production
Le titre a fait l'objet d'une controverse et a été modifié peu de temps avant sa présentation. À l'origine, Rossellini avait donné au film le titre de Paisà 1860, choisi par le réalisateur pour souligner l'orientation néoréaliste de l'œuvre, qui représentait une rupture avec le roman national sur le Risorgimento et une évolution vers une rigueur historique dans la narration. Le scénariste principal Sergio Amidei a établi un parallèle important entre la nouvelle œuvre et le précédent Paisà, en soulignant les similitudes entre l'épopée de Garibaldi en 1860 et la guerre de libération des Alliés après le débarquement en Sicile en 1943. Dans les deux films, selon Amidei, nous sommes confrontés à « une armée de libérateurs qui conquièrent des pays et des populations dont ils ne connaissent pas les vrais problèmes ».
Zeffiro Rossellini, le grand-oncle du réalisateur, était un ami personnel de Giuseppe Garibaldi pendant la dernière décennie de la vie du héros niçois.
Le tournage a eu lieu à Palerme, Noto, Syracuse, Messine et Matera.

## Exploitation
La première a eu lieu au Teatro dell'Opera à Rome, le 27 janvier 1961, lors d'une soirée de gala internationale, organisée sous le patronage de la Croix-Rouge. Les projections publiques débutent le 2 février suivant pour la version italienne. La version italienne a également été doublée en français, en espagnol et en anglais, cette dernière étant publiée sous le titre Garibaldi.

### Accueil critique
L'interprétation par Rossellini des événements du Risorgimento de 1860 a suscité la faveur ou l'opposition des différents critiques de cinéma de l'époque, mais au-delà des évaluations sur les aspects artistiques et politiques, le film offre une reconstruction historique rare, étant filmé sur les lieux où les événements se sont déroulés, avec des centaines de figurants et une grande attention portée aux costumes. Plusieurs scènes se démarquent, comme les plans aériens de la bataille de Calatafimi, montrant les positions et les mouvements des troupes sur la colline de Pianto Romano, et les décors du soulèvement de Palerme, dans une ville presque fantomatique qui portait encore les signes assez évidents du conflit mondial précédent.
Roberto Rossellini a déclaré qu'il était plus fier de ce film que de tous les autres qu'il avait réalisés.
Fernando Morales dans les pages d'El País écrit qu'« Il s'agit d'un film intéressant basé sur les luttes du combattant indépendantiste Garibaldi. Bien que beaucoup le considèrent comme l'un des échecs du célèbre réalisateur, l'histoire contient des éléments d'un grand intérêt ».